# 卡斯特洪德尔蓬特
卡斯特洪德尔蓬特，是西班牙阿拉贡自治区韦斯卡省的一个市镇。总面积25平方公里，总人口418人（2001年），人口密度17人/平方公里。